# Banco Charles Renauld
El bano Charles Renauld es un edificio notable construido entre 1908 y 1910, ubicado en la esquina de la rue Chanzy, no 9, y rue Saint-Jean, n. 58, a unos 250 mètres al este de la Gare de Nancy, en el centro de Nancy . Desde 1985, ha sido una agencia de BNP Paribas

## Historia
Charles Renauld, financiero originario de Rambervillers, cuñado de Antonin Daum, se convirtió en 1881 en copropietario de un banco fundado en 1871. En julio de 1907 decidió abandonar su local en el número 21 de la rue Saint-Dizier por un edificio completamente nuevo, construido en estilo art nouveau.
Sus arquitectos fueron Émile André y Paul Charbonnier y los herrajes y los muebles fueron realizados por Louis Majorelle, y las ventanas por Jacques Grüber.

## Clasificación
Sus interiores fueron catalogados como monumentos históricos por un decreto del 4 de mayo de 1994, luego sus fachadas y techos clasificados por una orden del28 de noviembre de 1996.